# Atamarcia
Atamarcia је род слановодних морских шкољки из породице Veneridae, тзв, Венерине шкољке. Ова врста је изумрла.

## Врстре
Према WoRMS
- Atamarcia benhami (Marwick, 1927) †
- Atamarcia crassa (Marwick, 1927) †
- Atamarcia crassatelliformis (Marwick, 1927) †
- Atamarcia curta (Hutton, 1873) †
- Atamarcia enysi (Hutton, 1873) †
- Atamarcia healyi (Marwick, 1948) †
- Atamarcia sulcifera (Marwick, 1927) †
- Atamarcia summersae (Beu, 1970) †
- Atamarcia thomsoni (Marwick, 1927) †

- Atamarcia (Opimarcia) Marwick, 1948 † представљени као Atamarcia Marwick, 1927 † (алтернативно представљање)
  - Atamarcia (Opimarcia) healyi (Marwick, 1948) † представљени као Atamarcia healyi (Marwick, 1948) † (алтернативно представљање)